# Lady Sings the Blues
 Lady Sings the Blues  es una película dramática biográfica estadounidense de 1972 dirigida por Sidney J. Furie sobre la cantante de jazz Billie Holiday. Fue producido por Motown Productions para Paramount Pictures. Diana Ross interpretó a Holiday junto a un elenco que incluía a Billy Dee Williams, Richard Pryor, James T. Callahan y Scatman Crothers. 
Ross fue nominada como Mejor Actriz en los Premios Oscar de 1973. La película también se proyectó en el Festival de Cine de Cannes de 1973, pero no participó en la competencia principal.

## Sinopsis
Cuenta la vida de Billie Holiday que fue publicada en 1956. Holiday pasa de limpiar un burdel de Harlem a ser una cantante estrella de música jazz, aunque también es adicta a la heroína y pierde al hombre que ella ama.

## Reparto
- Diana Ross como Billie Holiday.
- Billy Dee Williams como Louis McKay.
- Richard Pryor como pianista.
- James Callahan como Reg Hanley.
- Paul Hampton como Harry.
- Sid Melton como Jerry.
- Virginia Capers como la madre de Billie.
- Yvonne Fair como Yvonne.
- Isabel Sanford como Madame.
- Jester Hairston como Fefe.
- Lynn Hamilton como Ida.
- Victor Morosco como Vic.

## Taquilla
La película obtuvo un estimado de $ 9,050,000 en alquileres en Norteamérica en 1973.

## Recepción

### Crítica
Vincent Canby de The New York Times describió a Ross como «una actriz de excepcional belleza e ingenio, que está muy involucrada en tratar de hacer que una mala película funcione ... sus únicas limitaciones aparentes son las que le impone un guion y una dirección aparentemente diseñado para convertir una leyenda legítima en un cliché». Variety escribió que «para la gran mayoría del público en general, la película sirve como un muy buen vehículo de debut en la pantalla para Diana Ross, respaldada fuertemente por un excelente casting, valores físicos hermosos de los años 30 y un guion que es mucho mejor en el diálogo que estructura».